# Exchangeable Image File Format
Exchangeable Image File Format (Exif) – standard metadanych dla plików z obrazkami, wydany przez Japan Electronics and Information Technology Industries Association. 

## Obsługa standardu
Standard jest obsługiwany przez większość aparatów cyfrowych, choć często jedynie jego starsze wersje. 
Przez wiele programów Exif nie jest obsługiwany lub jest obsługiwany jedynie częściowo. Z tego powodu podczas modyfikacji zdjęcia dochodzi często do sytuacji, w których dane Exif zostają w całości odrzucone albo przestają odpowiadać obrazkowi (np. plik ze zmodyfikowanym obrazkiem nadal zawiera miniaturkę oryginalnej wersji).

## Cechy opisywane w formacieExif
Metaznaczniki Exif opisują m.in.:
- nazwę aparatu, którym wykonano zdjęcie
- ustawienia aparatu, takie jak czas naświetlenia, wartość przysłony, czułość matrycy w ISO czy ogniskowa obiektywu oraz położenie aparatu (pionowe/poziome)
- datę wykonania zdjęcia oraz przetworzenia na postać cyfrową
- informację o prawach autorskich (przeważnie dodawaną w post-processingu, niewiele aparatów dodaje ją automatycznie)
- miniaturkę obrazka
- rozdzielczość w pikselach
- sposób pomiaru światła przez aparat
- współrzędne GPS miejsca wykonania zdjęcia
- program graficzny, w którym edytowano obraz

## Wersje
Wersja 2.1 powstała 12 czerwca 1998, wersja 2.2 została wydana w kwietniu 2002, wersja 2.3 została opublikowana 26 kwietnia 2010. W lipcu 2016 opublikowano wersję 2.31, a w roku 2019 – wersję 2.32.

## Przykładowe daneExif
Dane Exif przykładowego zdjęcia:
| Tag                       | Wartość                |
| ------------------------- | ---------------------- |
| Manufacturer              | CASIO                  |
| Model                     | QV-4000                |
| Orientation               | top - left             |
| x-Resolution              | 72.00                  |
| y-Resolution              | 72.00                  |
| Resolution Unit           | Inch                   |
| Software                  | Ver1.01                |
| Date and Time             | 2003:08:11 16:45:32    |
| YCbCr Positioning         | centered               |
| Compression               | JPEG compression       |
| x-Resolution              | 72.00                  |
| y-Resolution              | 72.00                  |
| Resolution Unit           | Inch                   |
| Exposure Time             | 1/659 sec.             |
| FNumber                   | f/4.0                  |
| ExposureProgram           | Normal program         |
| Exif Version              | Exif Version 2.1       |
| Date and Time (original)  | 2003:08:11 16:45:32    |
| Date and Time (digitized) | 2003:08:11 16:45:32    |
| ComponentsConfiguration   | Y Cb Cr -              |
| Compressed Bits per Pixel | 4.01                   |
| Exposure Bias             | 0.0                    |
| MaxApertureValue          | 2.00                   |
| Metering Mode             | Pattern                |
| Flash                     | Flash did not fire.    |
| Focal Length              | 20.1 mm                |
| Maker Note                | 432 bytes unknown data |
| FlashPixVersion           | FlashPix Version 1.0   |
| Color Space               | sRGB                   |
| PixelXDimension           | 2240                   |
| PixelYDimension           | 1680                   |
| File Source               | DSC                    |
| InteroperabilityIndex     | R98                    |
| InteroperabilityVersion   | (null)                 |